# Карен Гилан
Карен Гилан (енгл. Karen Gillan; 28. новембар 1987) шкотска је глумица позната по улози Ејми Понд у научнофантастичној серији Доктор Ху.
Тумачила је главне улоге у филмовима Не баш срећан крај и Огледало смрти, а наступила је и у блокбастеру Чувари галаксије. На јесен 2014. године играће главну улогу у серији Селфи телевизијске мреже Еј-Би-Си, модерној верзији филма Моја лепа госпођице.

## Биографија
Карен Гилан рођена је 28. новембар 1987. године у шкотском градићу Инвернес, као ћерка јединица музичара Марије и Џона Гилана.
У младости је открила свој таленат за глуму и учествовала у низу школских представа на "Академији Чарлстон". Са 16 година преселила се у Единбург где је похађала курс глуме на "Колеџу Телфорд". Са 18 година прешла је у Лондон пошто је добила место на "Италијанској академији за глуму" („Italia Conti Academy of Theatre“).
Гиланова се прославила улогом Ејми Понд у британској научнофантастичној ТВ серији Доктор Ху, у којој је редовно наступала од 2010. до 2012. године и касније је репризирала своју улогу у божићном специјалу The Time of the Doctor из 2013. Године 2014. тумачила је улогу Небуле у летњем блокбастеру Чувари галаксије.

## Филмографија
| Улоге Карен Гилан |                                      |               |                        |                                                                                      |
| Година            | Српски назив                         | Изворни назив | Улога                  | Напомене                                                                             |
| 2010–2013.        | Доктор Ху                            |               | Ејми Понд              | ТВ серија; такође се појавила као пророчица у епизоди Ватре Помпеје из 2008. године. |
| 2013.             | Окултно                              |               | Кејли Расел            |                                                                                      |
| 2014.             | Чувари галаксије                     |               | Небула                 |                                                                                      |
| 2015.             | Опклада века                         |               | Еви                    |                                                                                      |
| 2017.             | Чувари галаксије 2                   |               | Небула                 |                                                                                      |
| 2017.             | Џуманџи: Добродошли у џунглу         |               | Руби Раундхаус / Марта |                                                                                      |
| 2018.             | Осветници: Рат бескраја              |               | Небула                 |                                                                                      |
| 2019.             | Осветници: Крај игре                 |               | Небула                 |                                                                                      |
| 2019.             | Џуманџи: Следећи ниво                |               | Руби Раундхаус / Марта |                                                                                      |
| 2019.             | Прерушени шпијуни                    |               | Окана (глас)           |                                                                                      |
| 2020.             | Зов дивљине                          |               | Мерцедес               |                                                                                      |
| 2021.             | Шта ако...?                          |               | Небула (глас)          | ТВ серија                                                                            |
| 2021.             | Метак и милкшејк                     |               | Сем                    |                                                                                      |
| 2022.             | Тор: Љубав и гром                    |               | Небула                 |                                                                                      |
| 2022.             | Чувари галаксије: Празнични специјал |               | Небула                 | ТВ специјал                                                                          |
| 2023.             | Чувари галаксије 3                   |               | Небула                 |                                                                                      |